# دالي باكستر
دالي باكستر (بالإنجليزية: Dale Baxter) هو لاعب كرة قدم بريطاني، ولد في 22 سبتمبر 1961 في لوتن في المملكة المتحدة.